# Gennersbrunn

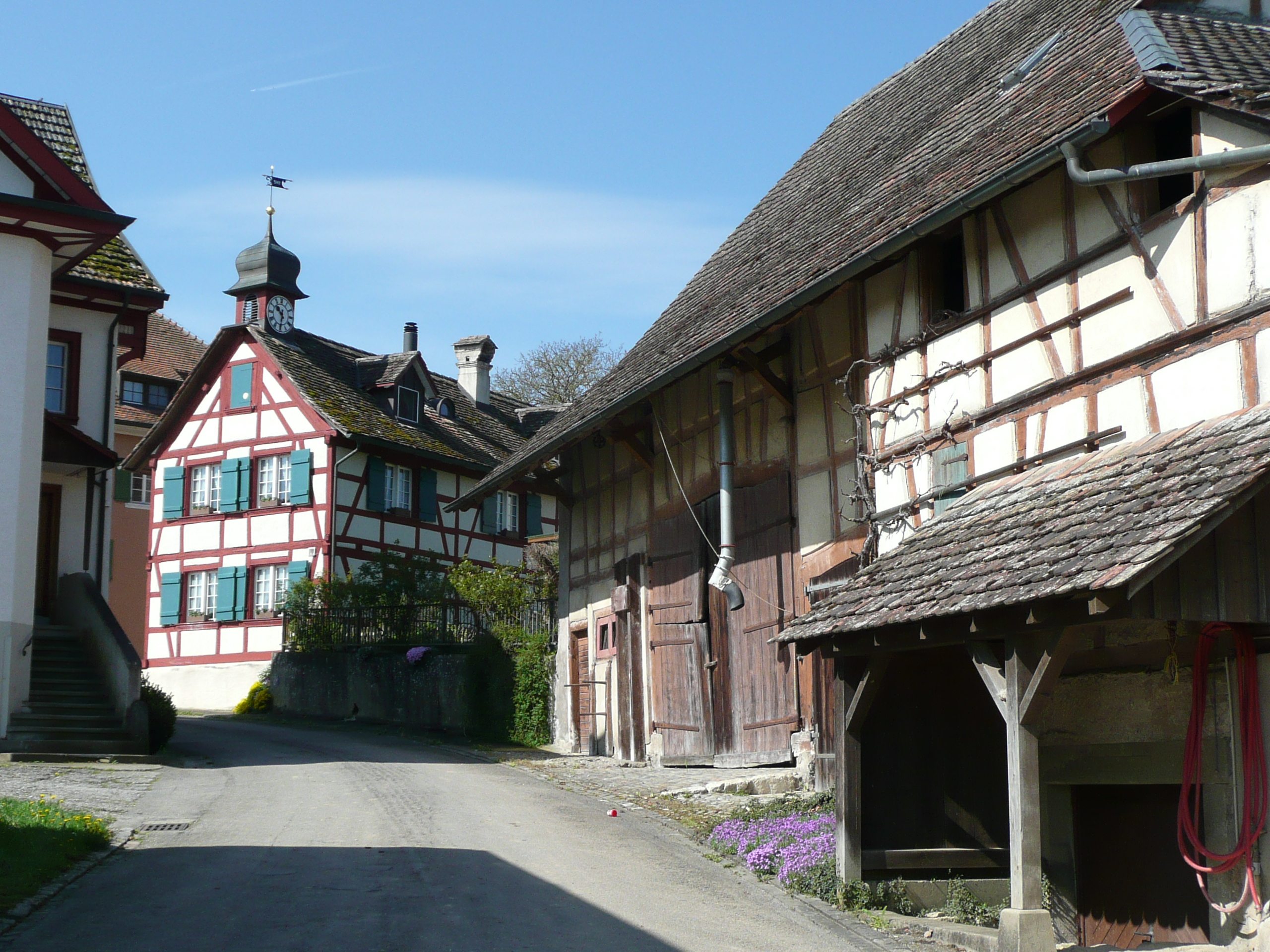
Der Weiler Gennersbrunn

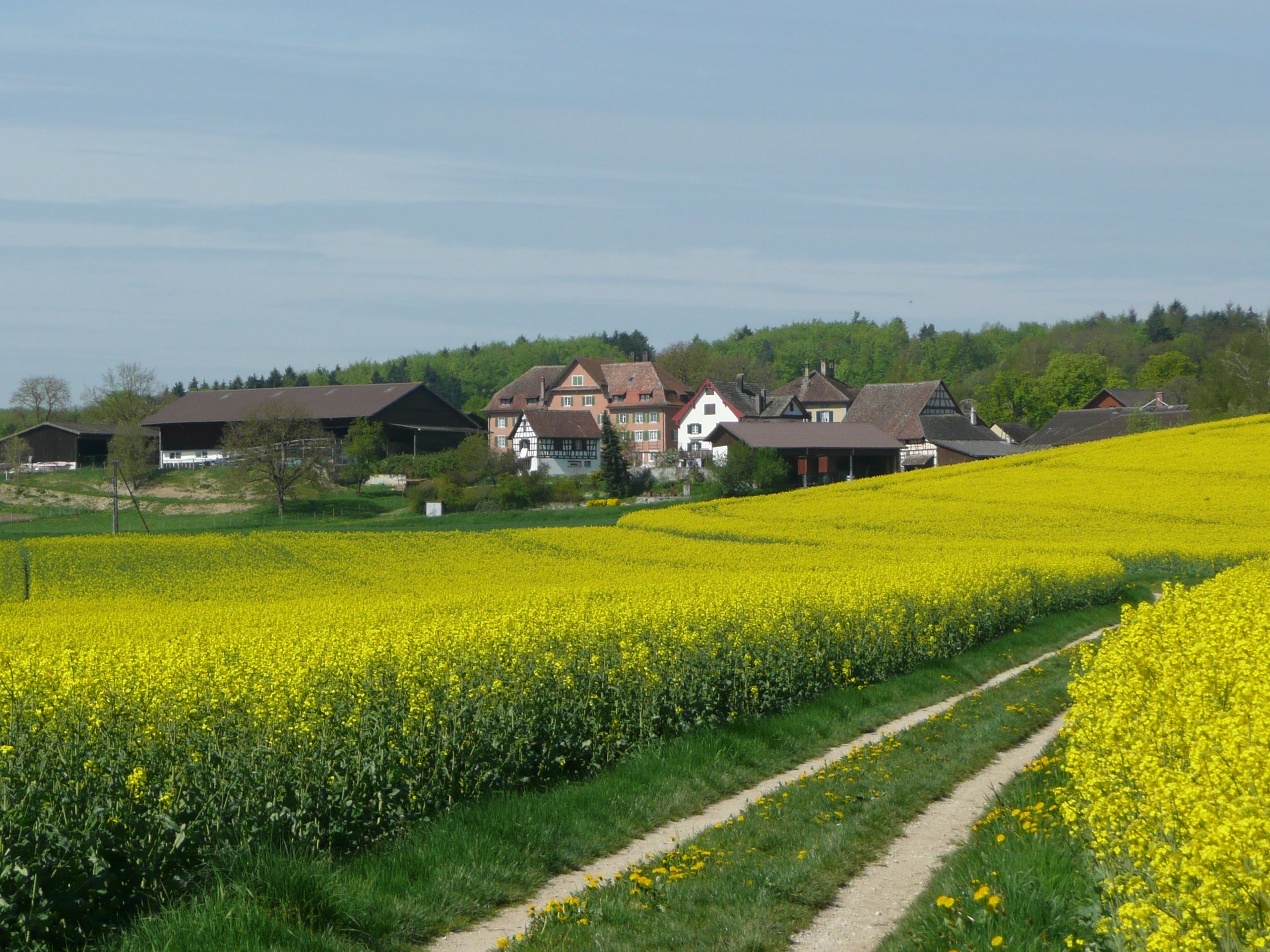
Gennersbrunn im Frühling

Gennersbrunn  ist ein Weiler auf der Gemarkung der Stadt Schaffhausen im Kanton Schaffhausen, Schweiz.

## Lage
Der Weiler liegt auf einer Höhe von 453 m eingebettet zwischen Feldern und Wäldern an der Verbindungsstrasse von Schaffhausen-Herblingen nach Dörflingen.

## Geschichte
Der im Jahre 1122 erstmals als Gennaerisbrunnin erwähnte Weiler bestand ursprünglich aus zwei Höfen und wurde nie ein eigenständiges Dorf. Er  gehörte bis 1307 zum Benediktinerkloster Allerheiligen in Schaffhausen. Es wurde Acker- und Rebbau betrieben. Danach gehörte Gennersbrunn zum Benediktinerinnenkloster Sankt Agnesen in Schaffhausen. 1494 kaufte das Kloster einige Vogteirechte, 1552 die Stadt Schaffhausen die restlichen Rechte. Von der Landgrafschaft Nellenburg erwarb die Stadt Schaffhausen 1723 die hohe Gerichtsbarkeit über die Dörfer des Reiats. Gennersbrunn wurde als Lehenhof geführt und gehörte zur Obervogtei Buch. Im Jahre 1850 wechselte Gennersbrunn zur Gemeinde Thayngen und 1900 zu Herblingen. Seit der Eingemeindung von Herblingen in die Stadt Schaffhausen im Jahre 1964 gehört der Weiler Gennersbrunn wieder zur Stadt Schaffhausen.
Gennersbrunn gehörte kirchlich zuerst zu Büsingen am Hochrhein, ab 1855 zu Dörflingen und seit 1900 zu Herblingen.
Im Jahre 2009 wohnten sechs Familien in Gennersbrunn.

## Wirtschaft/Tourismus
Der Weiler ist stark von der Landwirtschaft geprägt. Seit 1606 gibt es einen Landgasthof in Gennersbrunn. Der Landgasthof mit seiner Gartenwirtschaft ist ein beliebtes Ausflugsziel. Wanderwege von Schaffhausen, Thayngen und Dörflingen führen durch Gennersbrunn. Nordöstlich des Weilers liegt der Roderichstein.

## Galerie

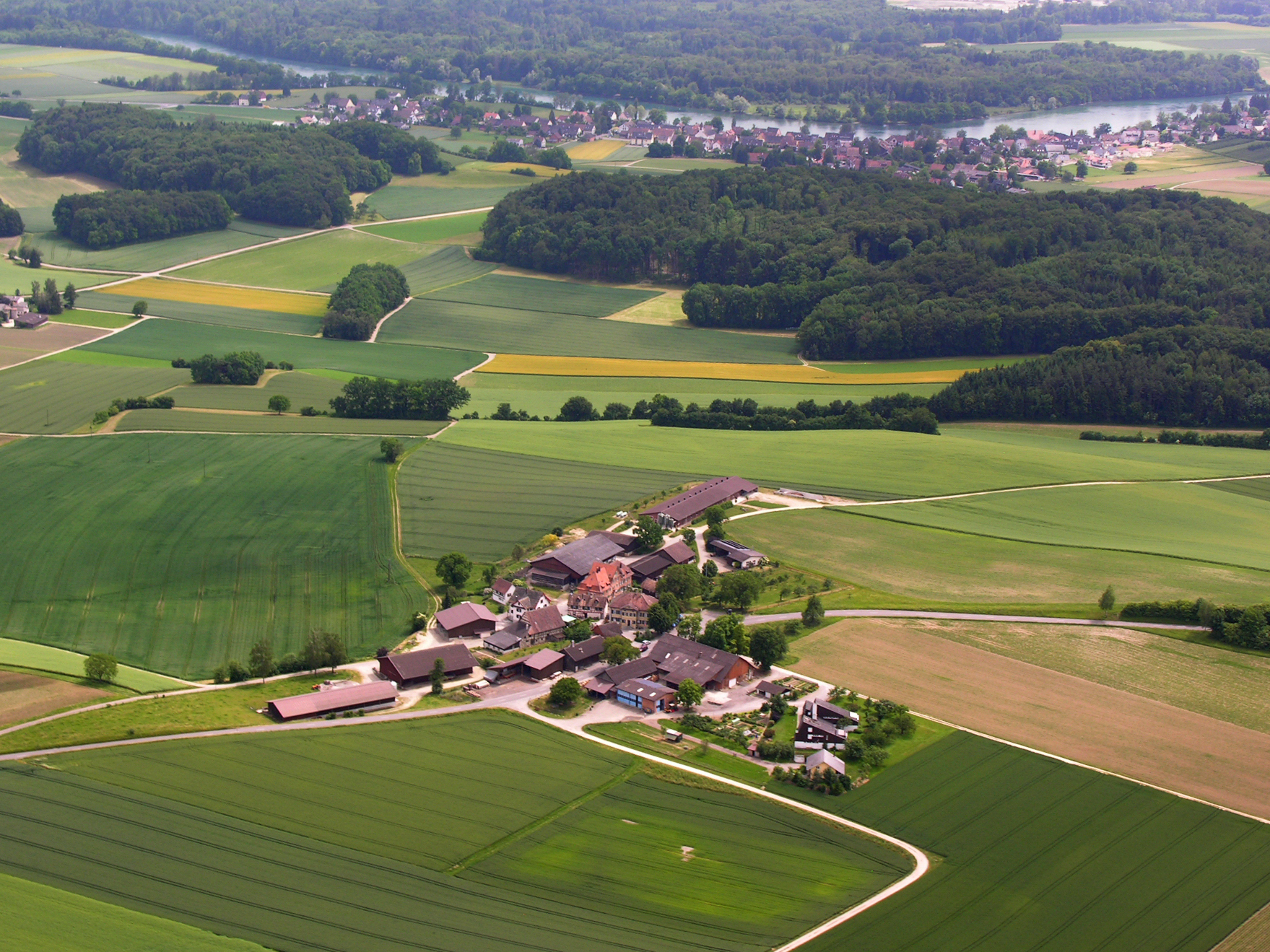
Luftaufnahme von Gennersbrunn mit Büsingen im Hintergrund
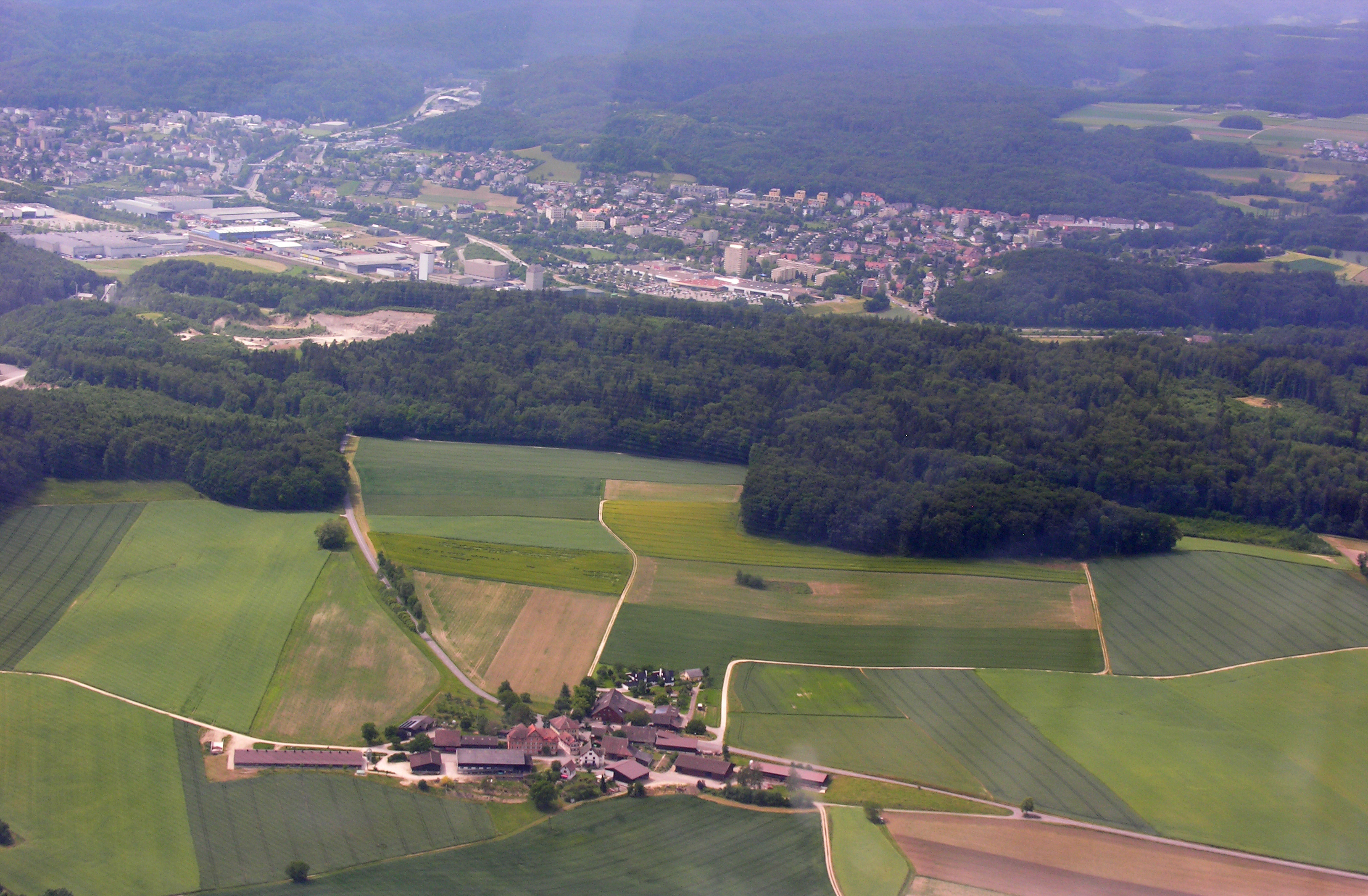
Luftaufnahme von Gennersbrunn mit Schaffhausen im Hintergrund
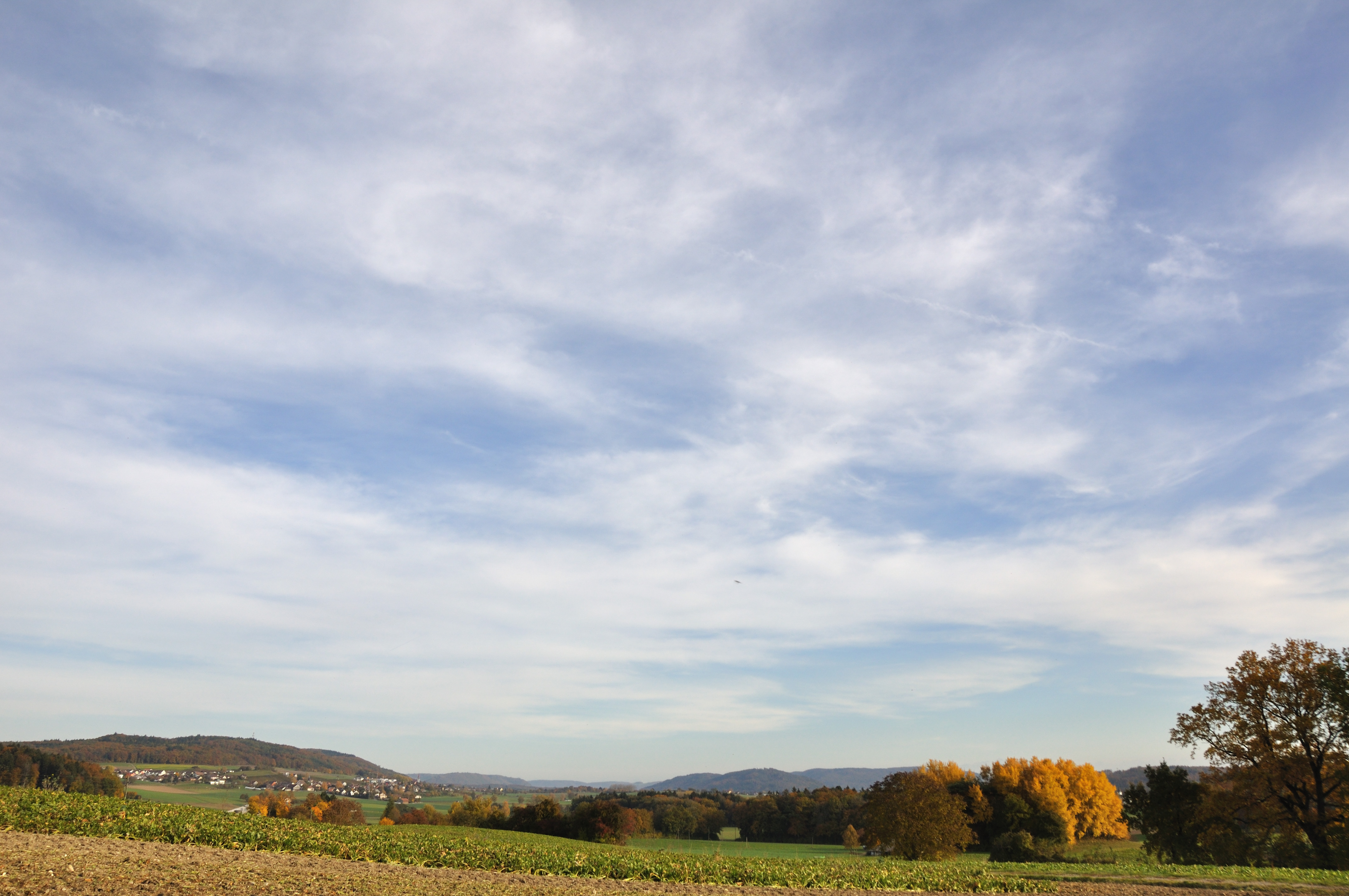
Blick von Gennersbrunn Richtung Dörflingen